# 2023 dans l'édition
Cet article présente les faits marquants de l'année 2023 dans l'édition.

## Décès

### Janvier
- 5 janvier : Stojan Kočov, Historien, scientifique et éditeur yougoslave puis macédonien.
- 7 janvier : Henri Heurtebise, Poète et éditeur français.
- 8 janvier : Thérèse Rovelli, Écrivaine et édititrice franco-suisse.
- 31 janvier : Nicole Lattès, Éditrice française.

### Février
- 5 février : Josep Maria Espinàs, Écrivain, journaliste et éditeur catalan.

### Mars
- 12 mars : Isabel Colegate, Éditrice et romancière britannique.

### Avril
- 4 avril : Jean-Paul Capitani, Éditeur français.

### Mai
- 6 mai : Alain Mius, Éditeur scientifique français.

### Juin
- 7 juin : Saskia Hamilton, Poétesse et éditrice américaine.
- 10 juin : Michel Cosem, Romancier, poète et éditeur français.

### Juillet
- Patrick Lucien Price, Game designer et éditeur américain
- 11 juillet : Pierre Guillaume, Éditeur et militant politique français.
- 27 juillet : Keith Waldrop, Poète, romancier, traducteur, éditeur et universitaire américain.

### Août
- 18 août : Nicolas Trifon, Écrivain, éditeur et sociolinguiste roumain.
- 28 août : François Gèze, Éditeur français.

### Septembre
- 24 septembre : Pascal Bejui, Ferroviphilie, cadreur, écrivain et éditeur français.

### Novembre
- 10 novembre : Luc Van Gastel, Journaliste et éditeur belge.
- 14 novembre : Abdelkader Retnani, Éditeur et écrivain marocain.

### Décembre
- 2 décembre : Jean Ristat, Poète, écrivain et éditeur français.
- 22 décembre : Michel Moret, Éditeur, libraire et écrivain suisse.